# Ổ sỉ
Ổ sỉ hay còn gọi đàn hương Đông Phi (danh pháp khoa học: Osyris lanceolata) là một loài thực vật có hoa trong họ Santalaceae. Loài này được Hochst. & Steud. miêu tả khoa học đầu tiên năm 1832.

## Hình ảnh

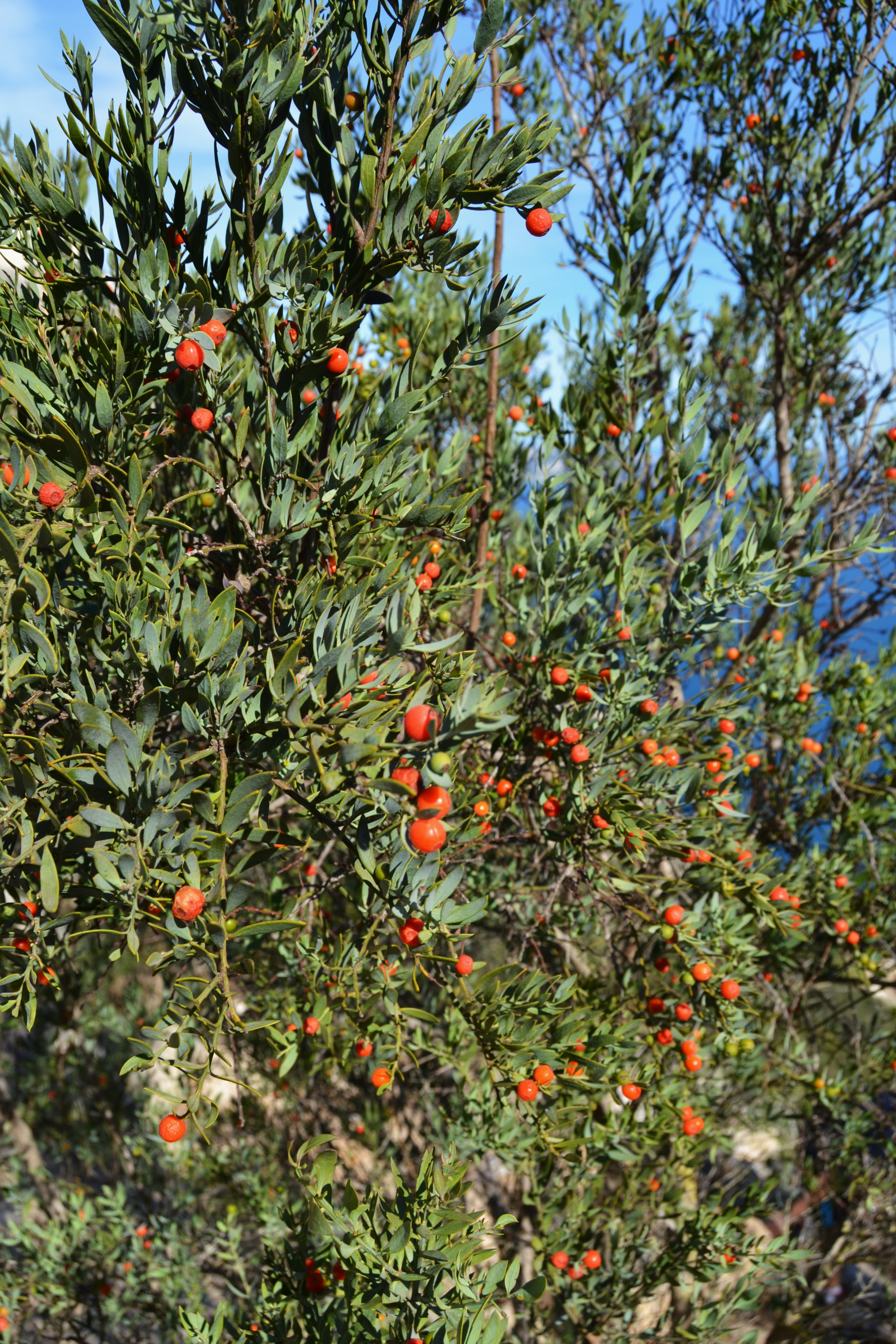
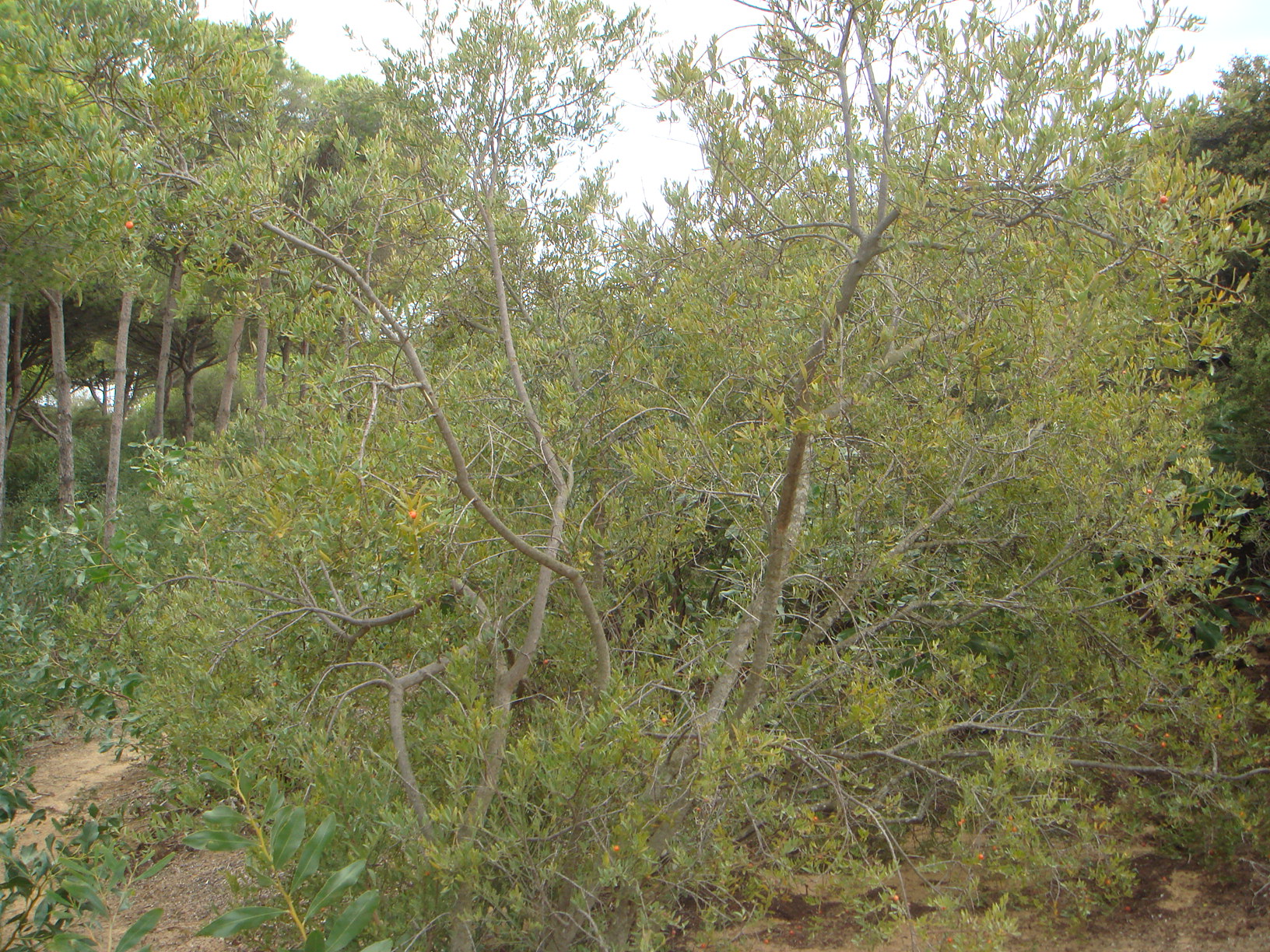
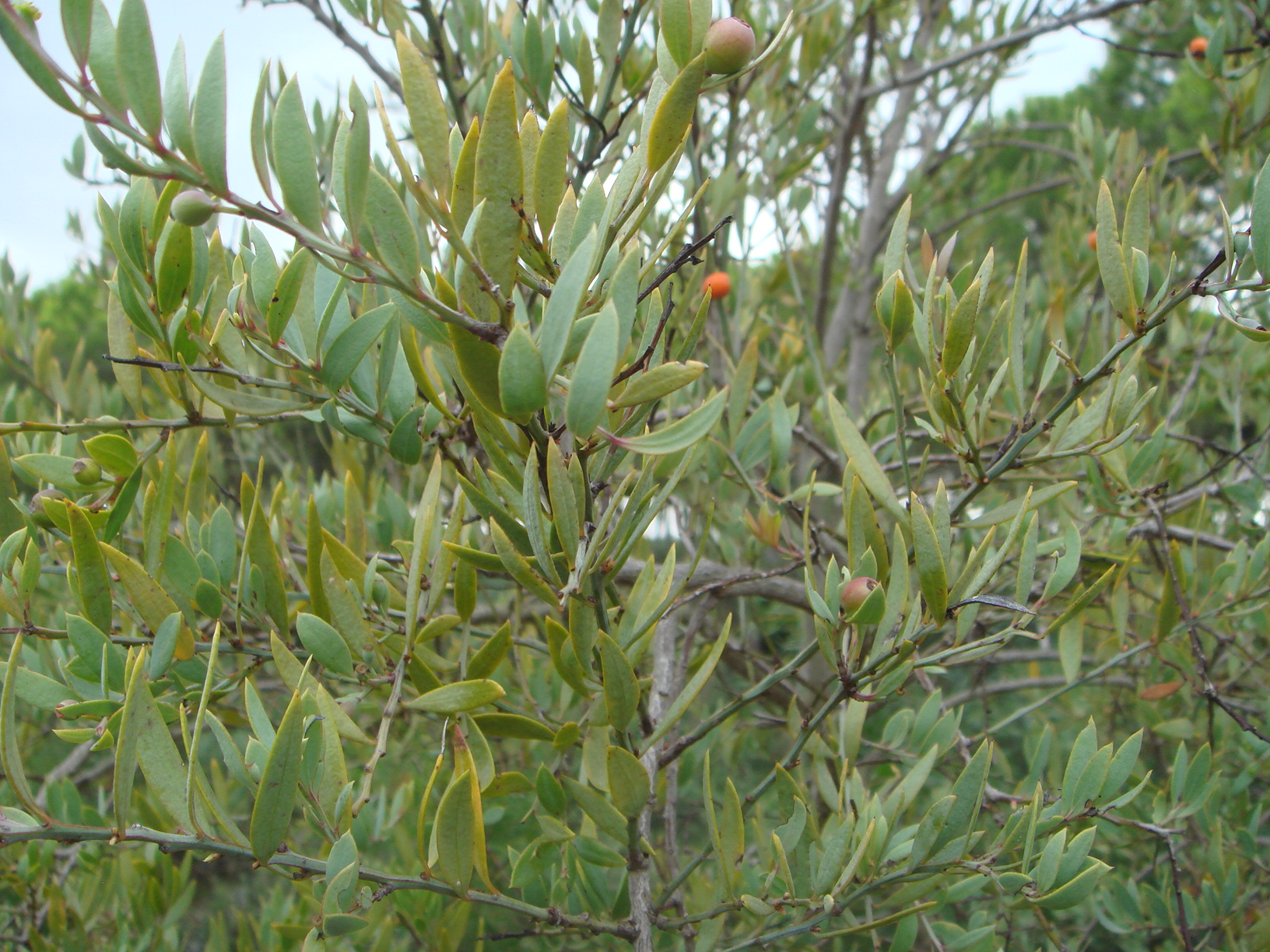
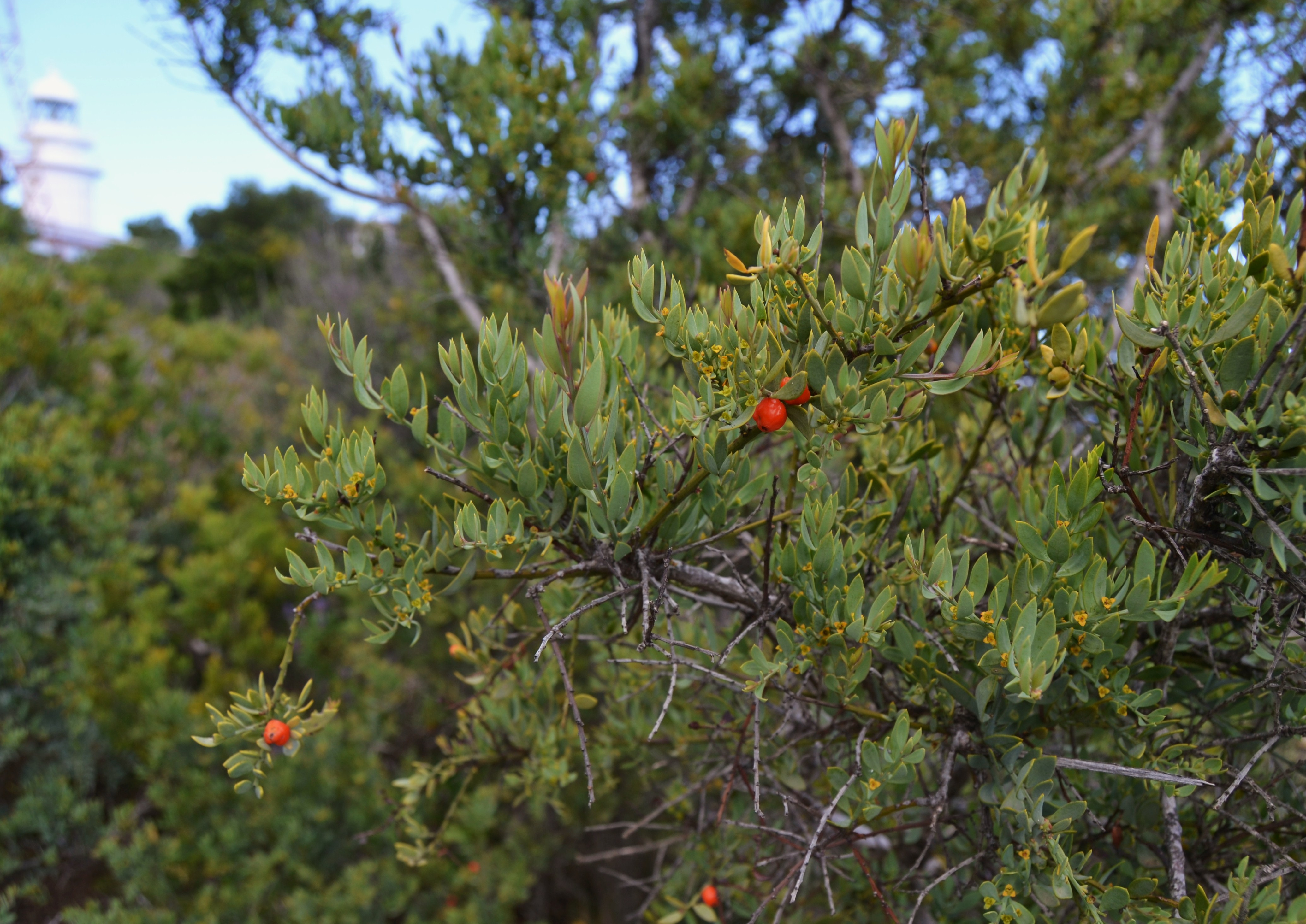